# Vitribbat lundfly
Vitribbat lundfly, Sideridis reticulata, är en fjärilsart som först beskrevs av Johann August Ephraim Goeze 1781. Enligt Dyntaxa ingår vitribbat lundfly i släktet Sideridis men enligt Catalogue of Life är tillhörigheten istället släktet Heliophobus. Enligt båda källorna tillhör arten  familjen nattflyn, Noctuidae. Arten  har livskraftiga, LC, populationer i både Sverige och Finland. En underart finns listad i Catalogue of Life. Heliophobus reticulata hibernica Cockayne, 1944. 

## Bildgalleri

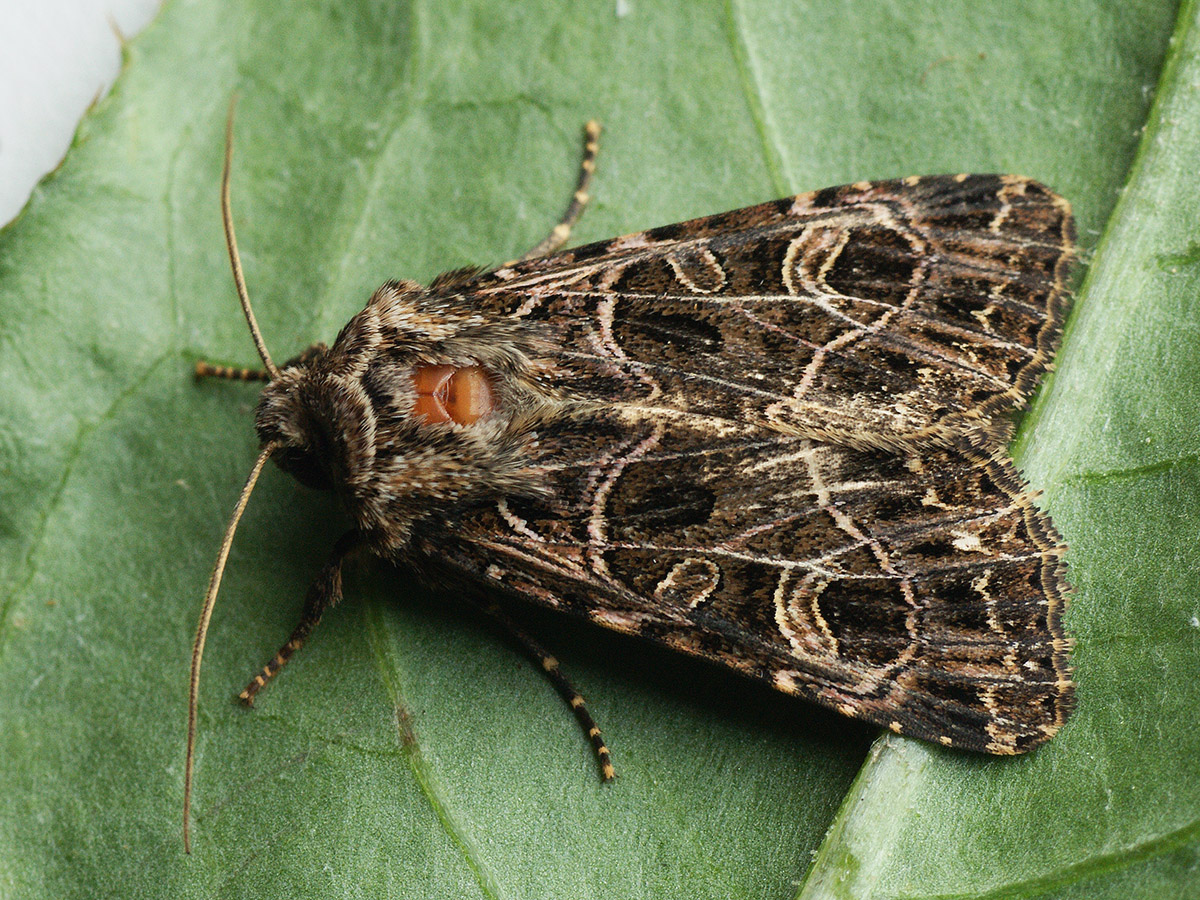
Imago fjäril
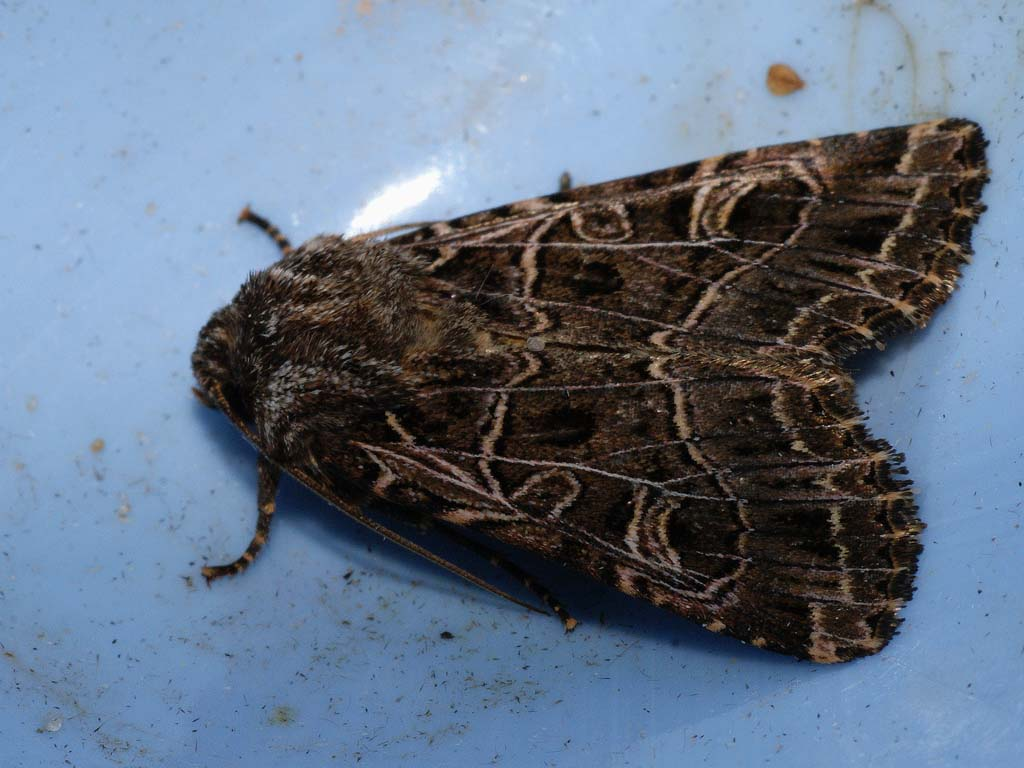
Imago fjäril
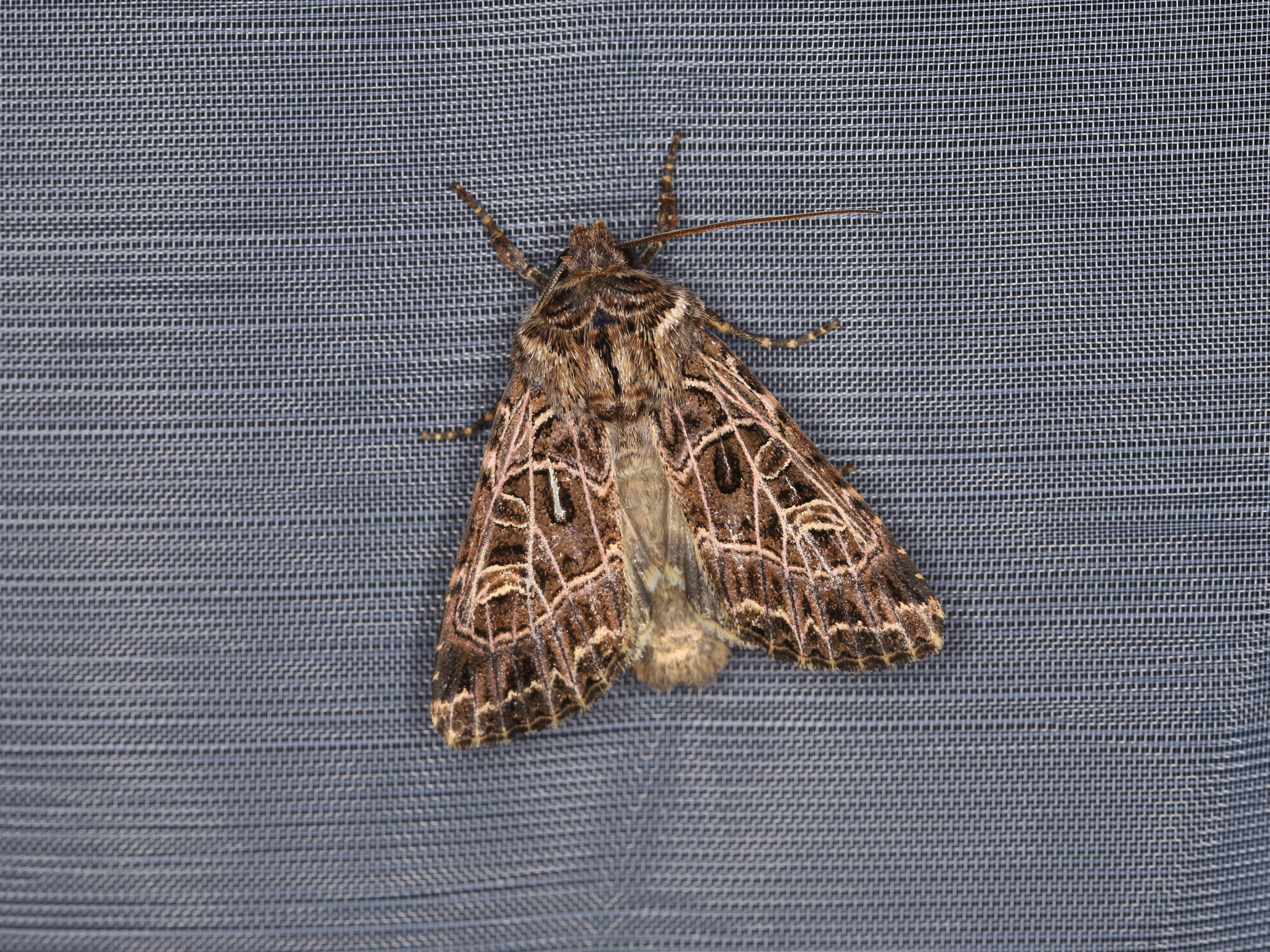
Imago fjäril
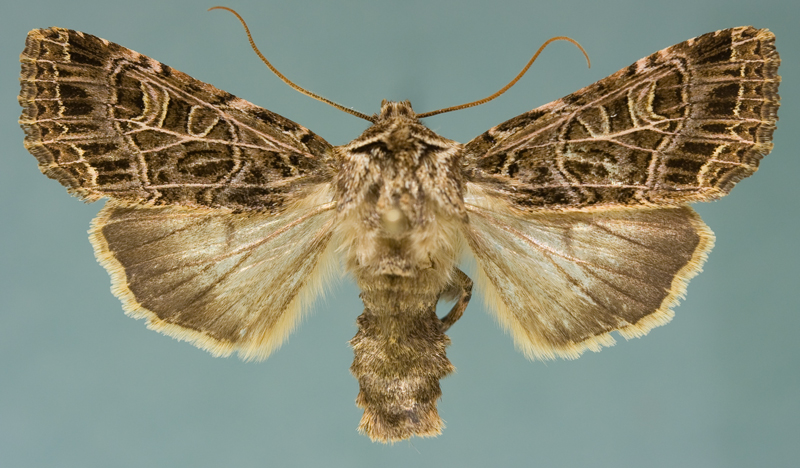
Preparerad (uppnålad) imago fjäril